# 𫛭锁龙属
𫛭锁龙（属名：Raptocleidus）是蛇颈龙科已灭绝的一个属，发现于英国南部莱姆里吉斯的早侏罗世（普连斯巴奇阶）沉积物中。其所知于缺少颅骨的部分骨骼。估计𫛭锁龙身长3（9.8英尺）。